# Pásovec středoamerický
Pásovec středoamerický (Cabassous centralis) je druh pásovce, jeden z několika zástupců pláštníkovitých (Chlamyphoridae). Patří do rodu Cabassous, jenž tvoří s dalšími třemi druhy. Nebyly zjištěny žádné poddruhy.

## Distribuce
Pásovec středoamerický obývá travnatá a zalesněná území od mexického státu Chiapas přes Střední Ameriku až po Kolumbii, Ekvádor a Venezuelu. Nevadí mu ani druhotná lesní stanoviště a vyskytuje se až do nadmořské výšky asi 3 000 metrů. Jeho areál výskytu protíná řada chráněných oblastí.

## Popis
Pásovec středoamerický je zbarven tmavě hnědě až téměř černě, se světlejším žluto-šedým břichem. Dosahuje velikosti asi 30 až 40 cm, s krátkým ocasem o délce maximálně okolo 18 cm. Vážit může až 3,5 kg. Hlava je široká a vybavená krátkým a širokým čenichem. Tělo je pokryto krunýřem, uspořádaným do asi 12 až 13 řad, který slouží jako ochrana před nepřáteli. Ocas nemá podobnou ochranu, kvůli čemuž si pásovec vysloužil anglické jméno naked-tail armadillo. Teplota těla pásovce se může měnit s teplotou vzduchu. Průměrná tělesná teplota činí asi 33,6 °C.

## Chování
Pásovec středoamerický je spíše vzácně spatřitelný tvor. Aktivní je během noci a žije převážně osaměle. Život v hustší vegetaci mu umožňuje skrývat se zde před potenciálními predátory. V případě nebezpečí se svine do klubíčka a jeho krunýř mu poskytuje ochranu. Někdy je schopen si rychle vyhloubit díru, do níž se ukryje. Na kratší vzdálenosti je obstojným běžcem. Krmí se převážně hmyzem, jako jsou mravencovití, termiti, ale vzácně se živí jinou masitou potravou. Podobně jako jiní pásovci se i pásovec středoamerický dokáže probourat do termitišť a termity pak loví na svůj dlouhý, lepkavý jazyk. Ohledně rozmnožování toho není mnoho známo. Samice porodí jedno mládě o hmotnosti asi 100 g. O délce života nejsou známy informace; jeden jedinec žil v zajetí 8 let, ale očekává se, že délka dožití může být i mnohem větší.

## Ohrožení
Podle Mezinárodního svazu ochrany přírody je pásovec středoamerický hodnocen jako druh, o němž chybí údaje. Velikost populace není známá, ale možné nebezpečí představuje ztráta přirozeného prostředí, která postupuje rychlým tempem, dále také zabíjení lidmi a hrozba ze stran střetů s automobily. V Kolumbii pásovec středoamerický tvoří asi 2 % všech obratlovců, kteří zde uhynou pod koly aut.